# DSC Kaiserberg
Le Duisbourg Sporting Club de Kaiserberg est un club allemand de tennis de table situé à Kaiserberg, dans la banlieue de Duisbourg. Son équipe féminine est la plus titrée des équipes allemandes.

## Histoire du club
Créé en 1947 par Wilfried Wegmann sous le nom de DTC (Duisbourg Tennis Club) Kaiserberg, le club prend rapidement son rythme de croisière avec la montée de l'équipe masculine en première division dès 1952. 
Mais c'est avec l'équipe féminine que le club va se faire connaître. Dès 1957, l'équipe féminine décroche la 3e place de la Bundesliga puis enchaîne les deux années suivantes avec le titre de vice-championne d'Allemagne. Puis 1962 est l'année de la consécration avec le premier titre de Championne d'Allemagne. Dès lors, elle va décrocher pas moins de 17 autres titres et 7 deuxièmes places consécutives jusqu'en 1988, entrecoupée d'une saison 1984-1985 sans podium. À partir de 1989, le club est sur le déclin et est même relégué en 1992. Le club retire même la section féminine en 2001. Entre-temps dans les années 1970, le club est définitivement renommé DSC Kaiserberg.

## Palmarès
- Vainqueur de la Coupe des Clubs Champions en 1966
- Vainqueur de la Coupe d'Europe Nancy-Evans en 1971 et 1981
- 18 Titres de Championnes d'Allemagne en 1962, 1963, 1965 à 1972, 1975 à 1978, 1981, 1982, 1984, 1988.
- 15  Coupes d'Allemagne  de 1964 à 1969, 1971, 1972, 1976 à 1979, 1981 à 1983
- Finaliste de la Coupe des Clubs Champions en 1965
- Finalistes de la  Coupe d'Allemagne  en 1974, 1975, 1980, 1984.